# Srby (ort i Tjeckien, lat 49,52, long 13,60)
Srby är en ort i Tjeckien.   Den ligger i regionen Plzeň, i den västra delen av landet, 90 km sydväst om huvudstaden Prag. Srby ligger 420 meter över havet och antalet invånare är 157.
Terrängen runt Srby är platt åt sydost, men åt nordväst är den kuperad. Srby ligger nere i en dal.Runt Srby är det ganska glesbefolkat, med 27 invånare per kvadratkilometer. Närmaste större samhälle är Nepomuk, 3,9 km söder om Srby. Omgivningarna runt Srby är en mosaik av jordbruksmark och naturlig växtlighet.